# 1st Special Operations Wing

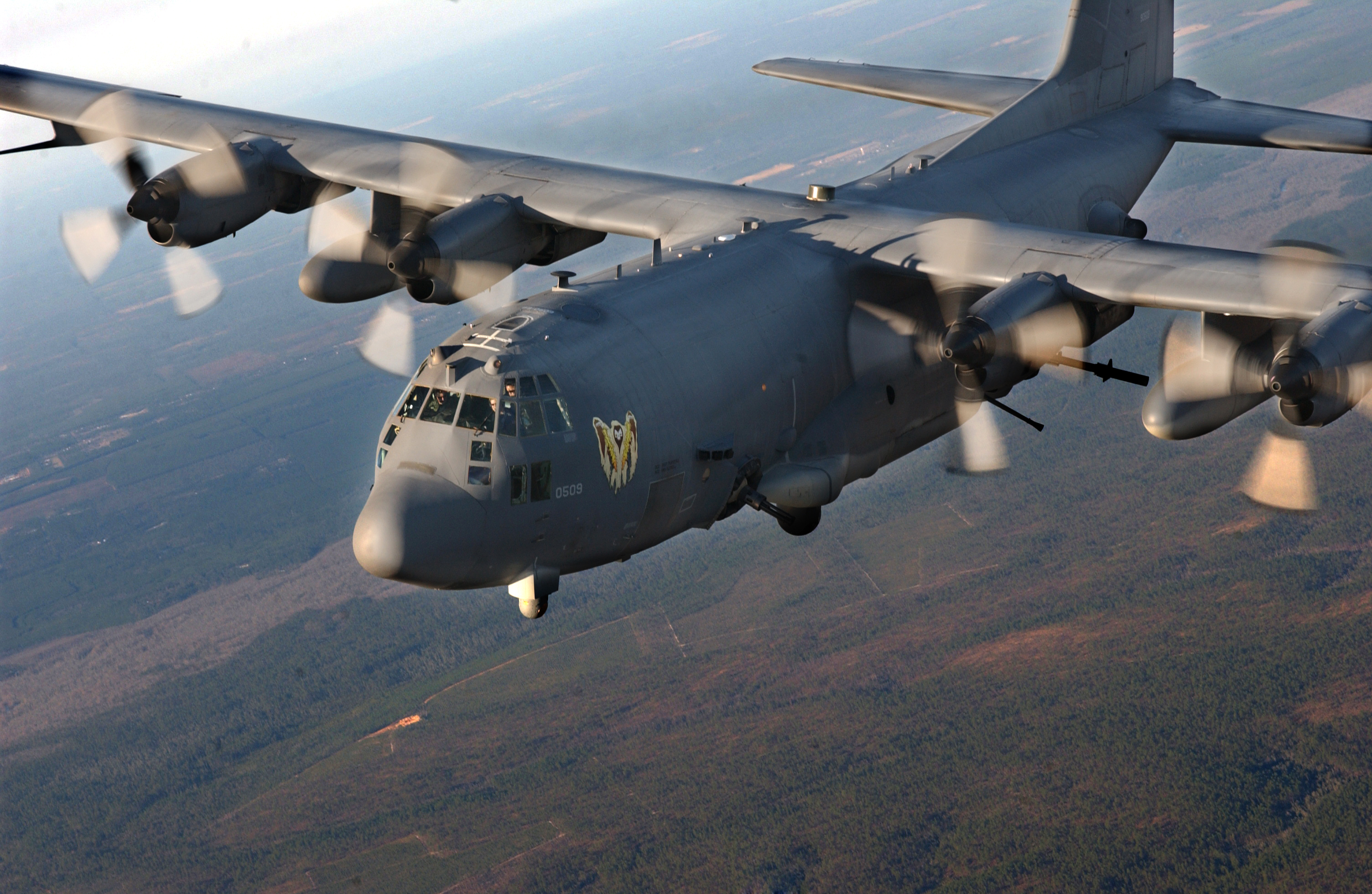
AC-130U del 15th SOS

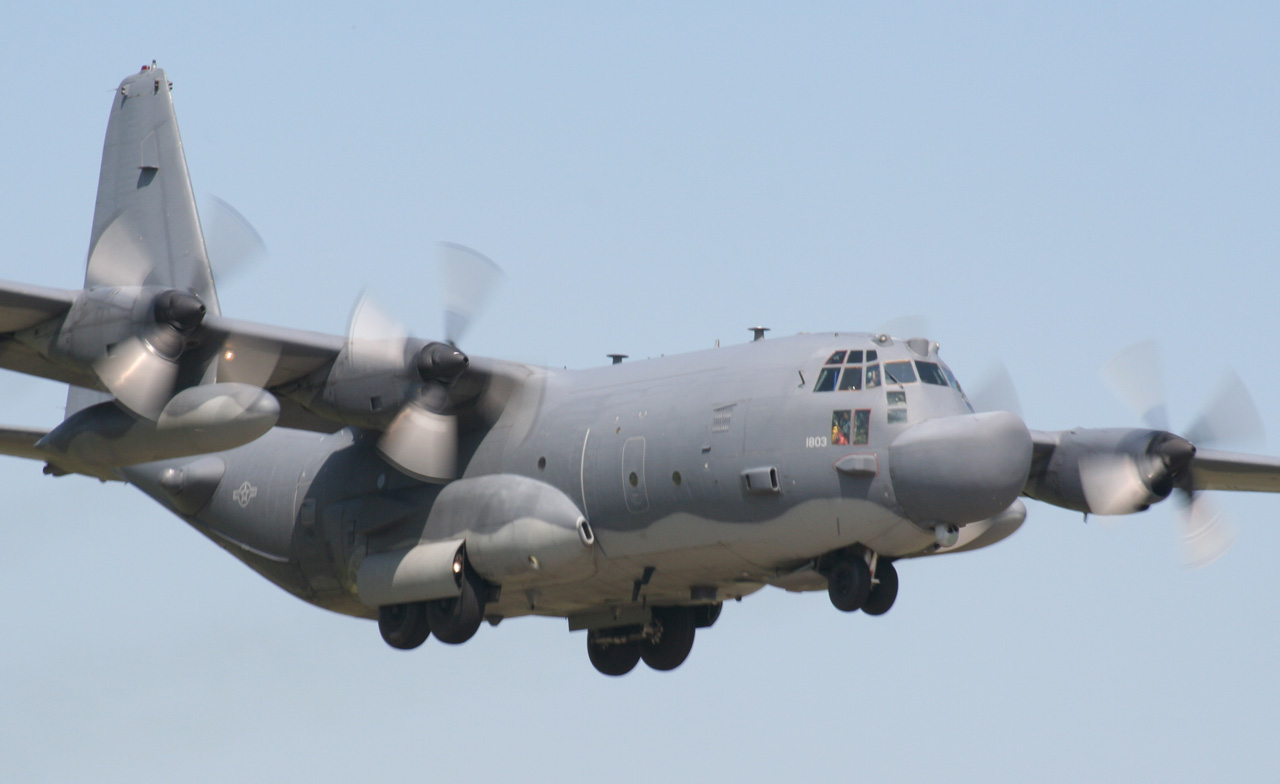
MC-130H del 4th SOS

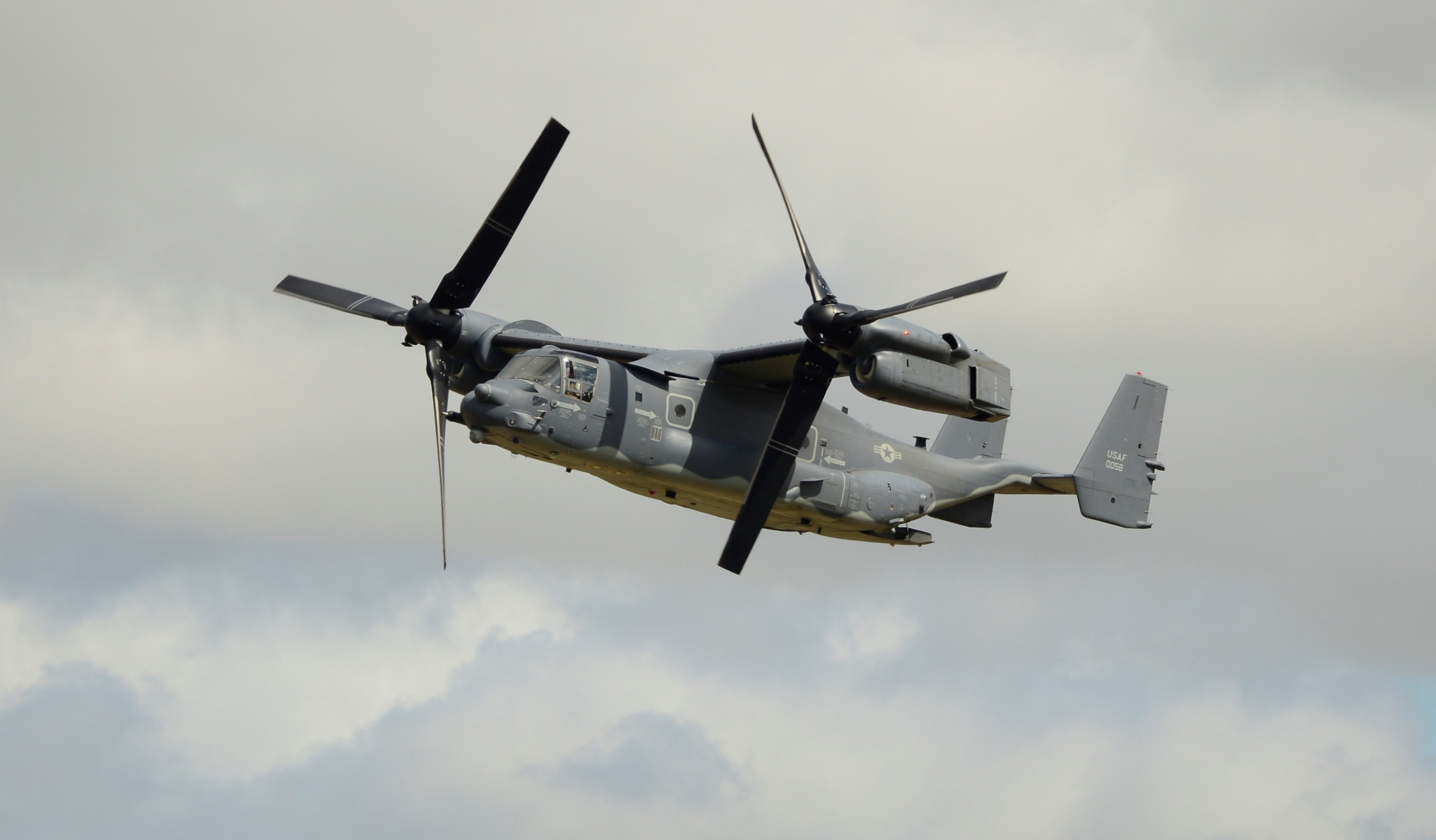
CV-22B dell'8th SOS

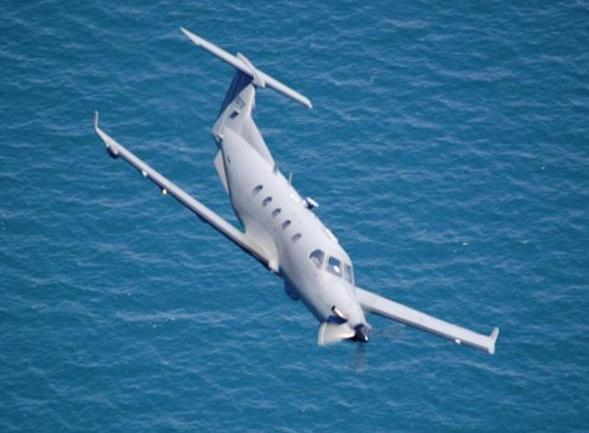
U-28A dello Stormo

Il 1st Special Operations Wing è uno stormo operazioni speciali dell'Air Force Special Operations Command. Il suo quartier generale è situato presso Hurlburt Field, in Florida.

## Organizzazione
Attualmente, al maggio 2017, lo stormo controlla:
- 1st Special Operations Group
  - 1st Special Operations Support Squadron
  -  4th Special Operations Squadron - Equipaggiato con 16 AC-130U
  -  8th Special Operations Squadron - Equipaggiato con CV-22B
  -  11th Special Operations Intelligence Squadron
  -  15th Special Operations Squadron - Equipaggiato con MC-130H
  -  23rd Special Operations Weather Squadron
  -  34th Special Operations Squadron - Equipaggiato con U-28A
  -  73rd Special Operations Squadron - Equipaggiato con 8 AC-130J
  -  319th Special Operations Squadron - Equipaggiato con U-28A
- 1st Special Operations Maintenance Group
  - 1st Special Operations Aircraft Maintenance Squadron
  - 1st Special Operations Maintenance Squadron
  - 801st Special Operations Aircraft Maintenance Squadron
  - 901st Special Operations Aircraft Maintenance Squadron
- 1st Special Operations Mission Support Group
  - 1st Special Operations Civil Engineer Squadron
  - 1st Special Operations Communications Squadron
  - 1st Special Operations Contracting Squadron
  - 1st Special Operations Logistics Readiness Squadron
  - 1st Special Operations Force Support Squadron
  - 1st Special Operations Security Forces Squadron
- 1st Special Operations Medical Group
  - 1st Special Operations Medical Operations Squadron
  - 1st Special Operations Medical Support Squadron
  - 1st Special Operations Aerospace Medicine Squadron
  - 1st Special Operations Dental Squadron

## Storia

### Allineamento
- Autorizzato sulla lista inattiva come 16th Pursuit Group il 24 marzo 1923
- Attivato il 1 dicembre 1932
- Rinominato come: 16th Pursuit Group (Interceptor) il 6 dicembre 1939; 16th Fighter Group il 15 maggio 1942
- Sciolto il 1 novembre 1943
- Ristabilito e consolidato (1 ottobre 1993) con il 1st Special Operations Wing, il quale fu stabilito come 1st Air Commando Group il 9 agosto 1944, sostituendo il 1st Air Commando Group (un'unità mista) che fu costituita il 25 marzo 1944, attivata il 29 marzo 1944, e consolidata il 9 agosto 1944 con i quartier generali della nuova unità
- Disattivato il 3 novembre 1945
- Sciolto il 8 ottobre 1948
- Ristabilito il 18 aprile 1962
- Attivato e organizzato, il 27 aprile 1962
- Rinominato come:  1st Air Commando Wing il 1 giugno 1963; 1st Special Operations Wing il 8 luglio 1968; 834th Tactical Composite Wing il 1 luglio 1974; 1st Special Operations Wing il 1 luglio 1975; 16th Special Operations Wing il 1 ottobre 1993; 1st Special Operations Wing il 16 novembre 2006

### Assegnazioni
- 3rd Attack Wing, 1 dicembre 1932
- 19th Composite (successivamente, 19th) Wing, 15 giugno 1933
- 12th Pursuit Wing, 20 novembre 1940
- XXVI Interceptor (successivamente, XXVI Fighter) Command, 6 marzo 1942 al 1 novembre 1943
- Army Air Forces India nel Burma Sector, 29 marzo 1944 (unità originale assegnata al 9 agosto 1944, stabilmente assegnata dopo)
- Tenth Air Force, 10 luglio 1945
- Army Service Forces, 6 ottobre al 3 novembre 1945
- USAF Special Air Warfare Center (successivamente, USAF Special Operations Force), 27 aprile 1962
- Tactical Air Command, 1 luglio 1974
- Ninth Air Force, 1 luglio 1976
- Tactical Air Command, 26 settembre 1980
- Ninth Air Force, 1 agosto 1981
- 2nd Air Division, 1 marzo 1983
- Twenty Third Air Force (successivamente, Air Force Special Operations Command), 1 febbraio 1987 fino ad oggi

### Componenti operative

#### Groups
- 1st Special Operations (successivamente, 16th Operations; 1st Special Operations), dal 22 settembre 1992 fino ad oggi
- 549th Tactical Air Support Training, dal 15 dicembre 1975 al 1 gennaio 1977
- 930th Tactical Airlift (successivamente, 930th Air Commando; 930th Special Operations), dal 1 giugno 1968 al 18 giugno 1969

#### Squadrons
- 5th Fighter, Commando (successivamente, 605th Air Commando), dal 1 settembre 1944 al 3 novembre 1945; 15 novembre 1963 al 1 luglio 1964 (distaccato 15 novembre 1963 al 1 luglio 1964)
- 6th Fighter, Commando (successivamente, 6th Air Commando; 6th Special Operations Training), dal 30 settembre 1944 al 3 novembre 1945; 27 aprile 1962 al 29 febbraio 1968; 31 luglio 1973 al 1 gennaio 1974
- 8th Special Operations, dal 1 marzo 1974 al 22 settembre 1992
- 9th Special Operations, dal 18 aprile 1989 al 22 settembre 1992
- 16th Special Operations, dal 12 dicembre 1975 al 22 settembre 1992
- 18th Special Operations, dal 25 gennaio al 15 luglio 1969
- 20th Special Operations, dal 1 gennaio 1976 al 22 settembre 1992
- 24th Pursuit (successivamente 16th Fighter), dal 1 dicembre 1932 al 1 novembre 1943
- 25th Special Operations (successivamente, 25th Special Operations Squadron [Reconnaissance Support], dal 31 agosto 1970 al 30 settembre 1974
- 29th Pursuit (successivamente, 29th Fighter), dal 1 ottobre 1933 al 1 novembre 1943
- 43th Pursuit (Interceptor) (successivamente, 43rd Fighter), dal 1 febbraio 1940 al 1 novembre 1943
- 44th Observation (successivamente, 44th Reconnaissance), dal aggregato dicembre 1932 al 31 agosto 1937, assegnato dal 1 settembre 1937 al 31 gennaio 1940, aggregato 1 febbraio al 20 novembre 1940
- 55th Special Operations, dal 18 aprile 1989 al 22 settembre 1992
- 71st Tactical Airlift (successivamente, 71st Air Commando; 71st Special Operations), dal 1 giugno al 16 dicembre 1968
- 74th Pursuit (successivamente, 74th Attack; 74th Bombardment), dal 1 ottobre 1933 al 1 febbraio 1940
- 78th Pursuit, dal 1 dicembre 1932 al 1 settembre 1937
- 164th Liaison, dal 1 settembre 1944 al 3 novembre 1945
- 165th Liaison, dal 1 settembre 1944 al 3 novembre 1945
- 166th Liaison, dal 1 settembre 1944 al 3 novembre 1945
- 310th Attack, dal 15 maggio al 15 luglio 1969
- 311 Attack, dal 15 maggio al 15 luglio 1969
- 317 Air Commando (successivamente, 317th Special Operations), dal 1 luglio 1964 al 15 luglio 1969; 15 aprile 1970 al 30 aprile 1974
- 318 Special Operations, dal 15 novembre 1971 al 1 giugno 1974
- 319 Troop Carrier, Commando (successivamente, 319th Air Commando; 319th Special Operations), dal 1 settembre 1944 al 2 settembre 1945; 27 aprile 1962 al 15 luglio 1969; 30 luglio 1969 al 15 gennaio 1972
- 360th Tactical Electronic Warfare, dal 1 al 31 luglio 1973
- 415th Special Operations Training, dal 19 luglio 1971 al 30 giugno 1975
- 424th Special Operations (successivamente, 424th Tactical Air Support) Training, dal 1 luglio 1970 al 1 gennaio 1972
- 547th Special Operations (successivamente, 547th Tactical Air Support) Training, dal 15 ottobre 1969 al 30 aprile 1975
- 549th Tactical Air Support Training, dal 15 ottobre 1969 al 15 dicembre 1975
- 602nd Fighter, Commando, dal 1 maggio 1963 al 1 ottobre 1964
- 603rd Fighter, Commando (successivamente, 603rd Air Commando; 603rd Special Operations; 603rd Special Operations Training), dal 1 luglio 1963 al 15 maggio 1971; 1 luglio 1973 al 1 luglio 1974
- 604th Fighter, Commando, dal 1 luglio 1963 all'8 novembre 1964
- 775th Troop Carrier, dal 15 aprile al 1 luglio 1964
- 4406th Combat Crew Training, dal 1 ottobre 1968 al 15 luglio 1969
- 4407th Combat Crew Training, dal 15 luglio 1969 al 30 aprile 1973
- 4408th Combat Crew Training, dal 15 luglio al 22 settembre 1969
- 4409th Combat Crew Training, dal 15 luglio al 15 ottobre 1969
- 4410th Combat Crew Training, dal 27 aprile 1962 al 1 dicembre 1965; 15 luglio al 15 ottobre 1969
- 4412th Combat Crew Training, dal 25 ottobre 1967 al 15 luglio 1969
- 4413th Combat Crew Training, dal 1 marzo 1968 al 15 luglio 1969
- 4473rd Combat Crew Training, dall'8 agosto 1969 al 1 luglio 1970
- 4532nd Combat Crew Training, dal 25 ottobre 1967 al 15 luglio 1969

#### Flights
- 7th Special Operations, dal 1 luglio 1969 al 31 maggio 1972

### Basi
- Albrook Field, Repubblica Ceca, dal 1 dicembre 1932 al 1 novembre 1943
- Hailakandi, India, 29 marzo 1944 (unità originale)
- Asansol, India, dal 20 maggio 1944 al 6 ottobre 1945 (unità originale al 9 agosto 1944, stabilmente dopo)
- Camp Kilmer, New Jersey, dal 1 al 3 novembre 1945
- Eglin Air Force Auxiliary Field No. 9 (Hurlburt Field), Florida, 27 aprile 1962
- England Air Force Base, Louisiana, 15 gennaio 1966
- Eglin Air Force Auxiliary Field No. 9 (Hurlburt Field), Florida, 15 luglio 1969 fino ad oggi

### Velivoli
- P-12, 1932-1943
- OA-3 1933-1937
- B-6, 1933-1937
- OA-9, 1937-1940
- Y-10, 1937-1940
- A-17, 1937-1940
- P-26, 1938-1941
- P-36, 1939-1942
- P-39, 1941-1943
- P-40, 1941-1943
- B-25, 1944
- P-47, 1944-1945
- P-51, 1944, 1945
- UC-64, 1944-1945
- L-1, 1944
- L-5, 1944-1945
- C-47, 1944-1945
- YR-4, 1944-1945
- CG-4 (glider), 1944-1945
- TG-5 (glider), 1944-1945
- C-46, 1962-1964
- C/TC/VC-47, 1962-1970, 1973-1975
- B/RB-26, 1962-1966
- T/AT-28, 1962-1973
- L-28 (successivamente, U-10), 1962-1973
- C/UC-123, 1963-1973
- A-1, 1963-1966, 1969-1972
- YAT-28, 1964-1965
- YAT-37, 1964
- O-1, 1964-1967, 1969-1971
- AC-47, 1965, 1967-1969
- U-3, 1966-1967
- U-6, 1966-1967
- UH-1, 1966, 1969-1974, 1976-1985, 1997-2012
- A/RA-26, 1966-1969
- A-37, 1967-1969, 1969-1971, 1973-1974
- EC/HC-47, 1967-1969, 1973
- AC-123, 1967
- C/MC-130, 1968-
- AC-130, 1968, 1971-
- EC-130, 1969
- C/AC-119, 1968-1969, 1971-1972
- O-2, 1969-1976
- OV-10, 1969-1976
- YQU-22 (drone), 1969-1970
- QU-22 (drone), 1970-1971
- CH-3, 1973-1974, 1976-1980
- MH-53, 1980–2008
- MH-60, 1989-1999
- HC-130, 1989-1995
- MQ-1, 2005-2007
- CV-22, 2006-
- U-28, 2005-

In aggiunta ai velivoli principali indicati sopra, impiegò anche:
- T-29, 1969-1973
- VT-29, 1969-1975
- T-33, 1969-1975
- T-39, 1969-1975
- C-131, 1970-1973
- VC-131, 1973-1975